# 天主教聖若澤杜斯皮尼艾斯教區
天主教聖若澤杜斯皮尼艾斯教區（拉丁語：Dioecesis Sancti Iosephi Pinealensis），是巴西一個天主教教區，位於巴拉那州東南部，屬庫里蒂巴總教區。
教區成立於2006年12月6日，2010年有教友517,000人，佔總人口71.3%。有卅五個堂區、司鐸六十二人。現任教區主教為方濟·嘉祿·巴赫。